# Seznam medailistek na mistrovství Evropy v boxu
Toto je seznam medailistek v boxu na mistrovství Evropy kterou pořádá European Boxing Confederation (EUBC).

## Pinová váha
| Datum | Kat.   | Zlato                      | Stříbro                  | Bronz                      | Bronz                      |
| ----- | ------ | -------------------------- | ------------------------ | -------------------------- | -------------------------- |
| 2001  | –45 kg | Oria Mahmoudová (FRA)      | Marija Narožnyková (HUN) | Hülya Ergünová (TUR)       | Jelena Sabitovová (RUS)    |
| 2003  | –46 kg | Camelia Negreaová (ROU)    | Jelena Sabitovová (RUS)  | Nikolett Simonová (HUN)    | Derya Aktopová (TUR)       |
| 2004  | –46 kg | Jelena Sabitovová (RUS)    | Derya Aktopová (TUR)     | Carmela Chiacchiová (ITA)  | Camelia Negreaová (ROU)    |
| 2005  | –46 kg | Jelena Sabitovová (RUS)    | Camelia Negreaová (ROU)  | Derya Aktopová (TUR)       | Oksana Štakunová (UKR)     |
| 2006  | –46 kg | Steluța Duțăová (ROU)      | Ewelina Pękalská (POL)   | Svetlana Gněvanovová (RUS) | Valeria Calabreseová (ITA) |
| 2007  | –46 kg | Steluța Duțăová (ROU)      | Sevda Asenovová (BUL)    | Svetlana Gněvanovová (RUS) | Sofie Molholtová (DEN)     |
| 2009  | –46 kg | Svetlana Gněvanovová (RUS) | Natalie Lungová (SWE)    | Oksana Štakunová (UKR)     | Steluța Duțăová (ROU)      |

## Lehká muší váha
| Datum | Kat.   | Zlato                      | Stříbro                    | Bronz                       | Bronz                          |
| ----- | ------ | -------------------------- | -------------------------- | --------------------------- | ------------------------------ |
| 2001  | –48 kg | Hülya Şahinová (TUR)       | Vanessa Berteauxová (FRA)  | Rita Takácsová (HUN)        | Eleftheria Paleologosová (GRE) |
| 2003  | –48 kg | Hülya Şahinová (TUR)       | Monika Csiková (HUN)       | Laura Tostiová (ITA)        | Svitlana Myrošnyčenková (UKR)  |
| 2004  | –48 kg | Teťana Lebeděvová (UKR)    | Monika Csiková (HUN)       | Laura Tostiová (ITA)        | Beyhan Karacibioğluová (TUR)   |
| 2005  | –48 kg | Olesija Gladkovová (RUS)   | Laura Tostiová (ITA)       | Steluța Duțăová (ROU)       | Monika Csiková (HUN)           |
| 2006  | –48 kg | Olesija Gladkovová (RUS)   | Monika Csiková (HUN)       | Jenny Hardingsová (SWE)     | Gülseda Başıbütünová (TUR)     |
| 2007  | –48 kg | Monika Csiková (HUN)       | Lidia Ionová (ROU)         | Derya Aktopová (TUR)        | Sarah Ourahmouneová (FRA)      |
| 2009  | –48 kg | Jenny Hardingzová (SWE)    | Jelena Saveljevová (RUS)   | Monika Csiková (HUN)        | Lidia Ionová (ROU)             |
| 2011  | –48 kg | Svetlana Gněvanovová (RUS) | Lynsey Holdawayová (WAL)   | Natalija Kňazová (UKR)      | Steluța Duțăová (ROU)          |
| 2014  | –48 kg | Steluța Duțăová (ROU)      | Sevda Asenovová (BUL)      | Annamarie Starková (GER)    | Ayşe Çağırırová (TUR)          |
| 2016  | –48 kg | Sevda Asenovová (BUL)      | Lise Sandebjerová (SWE)    | Jekatěrina Piniginová (RUS) | Stephanie Silvaová (ITA)       |
| 2018  | –48 kg | Jekatěrina Palcevová (RUS) | Sevda Asenovová (BUL)      | Steluța Duțăová (ROU)       | Hanna Ochotová (UKR)           |
| 2019  | –48 kg | Julija Čumgalakovová (RUS) | Demiejade Resztanová (ENG) | Roberta Bonattiová (ITA)    | Hanna Ochotová (UKR)           |
| 2022  | –48 kg | Sevda Asenovová (BUL)      | Roberta Bonattiová (ITA)   | Shannon Sweeneyová (IRL)    | Demiejade Resztanová (ENG)     |

## Muší váha
| Datum | Kat.   | Zlato                       | Stříbro                    | Bronz                        | Bronz                        |
| ----- | ------ | --------------------------- | -------------------------- | ---------------------------- | ---------------------------- |
| 2001  | –51 kg | Hasibe Özerová (TUR)        | Dagmar Kochová (GER)       | Viktorija Usačenková (RUS)   | Viktória Milóová (HUN)       |
| 2003  | –50 kg | Simona Galassiová (ITA)     | Hasibe Özerová (TUR)       | Virginie Naveová (FRA)       | Teťana Lebeděvová (UKR)      |
| 2004  | –50 kg | Simona Galassiová (ITA)     | Viktorija Usačenková (RUS) | Hasibe Özerová (TUR)         | Diana Ungureanuová (ROU)     |
| 2005  | –50 kg | Simona Galassiová (ITA)     | Hasibe Özerová (TUR)       | Nelli Onyščenková (UKR)      | Viktorija Usačenková (RUS)   |
| 2006  | –50 kg | Hasibe Erkoçová (TUR)       | Viktorija Usačenková (RUS) | Lidia Ionová (ROU)           | Valeria Imbrognová (ITA)     |
| 2007  | –50 kg | Sümeyra Kayaová (TUR)       | Ewelina Pękalská (POL)     | Diana Timofteová (ROU)       | Virginie Naveová (FRA)       |
| 2009  | –51 kg | Teťana Kobová (UKR)         | Shipra Nilssonová (SWE)    | Virginie Naveová (FRA)       | Sümeyra Yazıcıová (TUR)      |
| 2011  | –51 kg | Nicola Adamsová (ENG)       | Sara Ourahmouneová (FRA)   | Karolina Michalczuková (POL) | Stojka Petrovová (BUL)       |
| 2014  | –51 kg | Stojka Petrovová (BUL)      | Sajana Sagatajevová (RUS)  | Vassilia Lkhadiriová (FRA)   | Katalin Ancsinová (HUN)      |
| 2016  | –51 kg | Jelena Saveljevová (RUS)    | Teťana Kobová (UKR)        | Sandra Drabiková (POL)       | Elizabeth Whitesideová (ENG) |
| 2018  | –51 kg | Svetlana Solujanovová (RUS) | Busenaz Çakıroğluová (TUR) | Gabriela Dimitrovová (BUL)   | Jana Burimová (BLR)          |
| 2019  | –51 kg | Busenaz Çakıroğluová (TUR)  | Jelena Saveljevová (RUS)   | Teťana Kobová (UKR)          | Wassila Lkhadiriová (FRA)    |
| 2022  | –50 kg | Busenaz Çakıroğluová (TUR)  | Caitlin Fryersová (IRL)    | Giordana Sorrentinová (ITA)  | Anachanim Ismajilovová (AZE) |

## Lehká bantamová váha
| Datum | Kat.   | Zlato                     | Stříbro                    | Bronz                     | Bronz                      |
| ----- | ------ | ------------------------- | -------------------------- | ------------------------- | -------------------------- |
| 2003  | –52 kg | Viktorija Rudenková (UKR) | Katrin Enokssonová (SWE)   | Angela Cannizzarová (ITA) | Dagmar Kochová (GER)       |
| 2004  | –52 kg | Floare Lihetová (ROU)     | Sümeyra Kayaová (TUR)      | Loredana Piazzaová (ITA)  | Audrey Garciaová (FRA)     |
| 2005  | –52 kg | Sofija Očigavaová (RUS)   | Sümeyra Kayaová (TUR)      | Maarit Teuronenová (FIN)  | Viktorija Rudenková (UKR)  |
| 2006  | –52 kg | Sümeyra Kayaová (TUR)     | Saliha Ouchenová (FRA)     | Jagoda Kargeová (POL)     | Maarit Teuronenová (FIN)   |
| 2007  | –52 kg | Viktorija Rudenková (UKR) | Shipra Nilssonová (SWE)    | Andreea Ghejuová (ROU)    | Viktorija Usačenková (RUS) |
| 2022  | –52 kg | Teťana Kobová (UKR)       | Venelina Poptolevová (BUL) | Olena Savčuková (ITA)     | Emma Jokiahová (FIN)       |

## Bantamová váha
| Datum | Kat.   | Zlato                        | Stříbro                      | Bronz                         | Bronz                           |
| ----- | ------ | ---------------------------- | ---------------------------- | ----------------------------- | ------------------------------- |
| 2001  | –54 kg | Jelena Karpačovová (RUS)     | Audrey Garciaová (FRA)       | Camilla Munsterhjelmová (FIN) | Kalliopi Geicidisová (GRE)      |
| 2003  | –54 kg | Marzia Davideová (ITA)       | Jelena Karpačovová (RUS)     | Ahlam Arsalaneová (FRA)       | Kari Jensenová (NOR)            |
| 2004  | –54 kg | Mihaela Cijevschá (ROU)      | Kari Jensenová (NOR)         | Ljudmila Hrycajová (UKR)      | Jevgenija Grebenščikovová (RUS) |
| 2005  | –54 kg | Karolina Michalczuková (POL) | Seda Aygünová (TUR)          | Ljudmila Hrycajová (UKR)      | Mihaela Cijevschá (ROU)         |
| 2006  | –54 kg | Kari Jensenová (NOR)         | Karolina Michalczuková (POL) | Ljudmila Hrycajová (UKR)      | Sofija Očigavaová (RUS)         |
| 2007  | –54 kg | Sofija Očigavaová (RUS)      | Nicola Adamsová (ENG)        | Karolina Michalczuková (POL)  | Ljudmila Hrycajová (UKR)        |
| 2009  | –54 kg | Karolina Michalczuková (POL) | Ivanna Krupeňová (UKR)       | Viktorija Usačenková (RUS)    | Helena Falková (SWE)            |
| 2011  | –54 kg | Jelena Saveljevová (RUS)     | Sandra Drabiková (POL)       | Ivanna Krupeňová (UKR)        | Ayşe Taşová (TUR)               |
| 2014  | –54 kg | Marzia Davideová (ITA)       | Ewelina Wicherská (POL)      | Marine Rostandová (FRA)       | Jelena Saveljevová (RUS)        |
| 2016  | –54 kg | Stanimira Petrovová (BUL)    | Anna Alimardanovová (AZE)    | Viktorija Kulešovová (RUS)    | Delphine Manciniová (FRA)       |
| 2018  | –54 kg | Stojka Petrovová (BUL)       | Delphine Manciniová (FRA)    | Giulia De Laurentiová (ITA)   | Viktorija Kulešovová (RUS)      |
| 2019  | –54 kg | Lăcrămioara Perijocová (ROU) | Karina Tazabekovová (RUS)    | Caroline Cruveillierová (FRA) | Julija Apanasovičová (BLR)      |
| 2022  | –54 kg | Anastasija Kovalčuková (UKR) | Bojana Gojkovićová (MNE)     | Stanimira Petrovová (BUL)     | Jekatěrina Syčevová (ARM)       |

## Pérová váha
| Datum | Kat.   | Zlato                        | Stříbro                      | Bronz                       | Bronz                      |
| ----- | ------ | ---------------------------- | ---------------------------- | --------------------------- | -------------------------- |
| 2001  | –57 kg | Henriette Birkelandová (NOR) | Zsuzsanna Szuknaiová (HUN)   | Camilla Karlssonová (SWE)   | Galina Radionovová (RUS)   |
| 2003  | –57 kg | Henriette Kitelová (NOR)     | Karolina Michalczuková (POL) | Myriam Chomazová (FRA)      | Svetlana Kulakovová (RUS)  |
| 2004  | –57 kg | Marzia Davideová (ITA)       | Myriam Chomazová (FRA)       | Zsuzsanna Szuknaiová (HUN)  | Jelena Karpačovová (RUS)   |
| 2005  | –57 kg | Myriam Chomazová (FRA)       | Henriette Kitelová (NOR)     | Nagehan Gülová (TUR)        | Josefine Tengrothová (SWE) |
| 2006  | –57 kg | Jelena Karpačovová (RUS)     | Dina Burgerová (SUI)         | Myriam Dellalová (FRA)      | Ingrid Egnerová (NOR)      |
| 2007  | –57 kg | Jelena Gorškovová (RUS)      | Ingrid Egnerová (NOR)        | Malene Nielsenová (DEN)     | Nagehan Gülová (TUR)       |
| 2009  | –57 kg | Sofija Očigavaová (RUS)      | Julija Ciplakovová (UKR)     | Marzia Davideová (ITA)      | Nagehan Gülová (TUR)       |
| 2011  | –57 kg | Natalija Birjuková (UKR)     | Elizabeth Whitesideová (ENG) | Viktorija Gurkovičová (RUS) | Nagehan Gülová (TUR)       |
| 2014  | –57 kg | Zinaida Dobryninová (RUS)    | Svetlana Kamenovová (BUL)    | Marina Malovanová (UKR)     | Alessia Mesianová (ITA)    |
| 2016  | –57 kg | Denica Elisejevová (BUL)     | Satı Burcuová (TUR)          | Natalija Samochinová (RUS)  | Julija Apanasovičová (BLR) |
| 2018  | –57 kg | Stanimira Petrovová (BUL)    | Darija Abramovová (RUS)      | Michaela Walshová (IRL)     | Mona Mestiaenová (FRA)     |
| 2019  | –57 kg | Irma Testaová (ITA)          | Karriss Artingstallová (ENG) | Sandra Kruková (POL)        | Stanimira Petrovová (BUL)  |
| 2022  | –57 kg | Irma Testaová (ITA)          | Svetlana Stanevová (BUL)     | Michaela Walshová (IRL)     | Olga Papadatosová (GRE)    |

## Lehká váha
| Datum | Kat.   | Zlato                     | Stříbro                      | Bronz                     | Bronz                        |
| ----- | ------ | ------------------------- | ---------------------------- | ------------------------- | ---------------------------- |
| 2001  | –60 kg | Taťjana Čalá (RUS)        | Elena Hagiová (MDA)          | Nacera Baghdadová (FRA)   | Marina Chadzopulosová (GRE)  |
| 2003  | –60 kg | Taťjana Čalá (RUS)        | Sonja Dürrová (GER)          | Ingrid Hegleová (NOR)     | Areti Mastrodukasová (GRE)   |
| 2004  | –60 kg | Gülsüm Tatarová (TUR)     | Eva Wahlströmová (FIN)       | Anna Kasprzaková (POL)    | Julija Němcovová (RUS)       |
| 2005  | –60 kg | Kathleen Taylorová (IRL)  | Eva Wahlströmová (FIN)       | Gülsüm Tatarová (TUR)     | Ingrid Egnerová (NOR)        |
| 2006  | –60 kg | Kathleen Taylorová (IRL)  | Taťjana Čalá (RUS)           | Anna Kasprzaková (POL)    | Gülsüm Tatarová (TUR)        |
| 2007  | –60 kg | Kathleen Taylorová (IRL)  | Sandra Bruggerová (SUI)      | Jana Zavjalovová (UKR)    | Ajzanat Gadžijevová (RUS)    |
| 2009  | –60 kg | Kathleen Taylorová (IRL)  | Meryem Zeybeková (TUR)       | Denica Elisejevová (BUL)  | Oleksandra Sidorenková (UKR) |
| 2011  | –60 kg | Kathleen Taylorová (IRL)  | Sofija Očigavaová (RUS)      | Denica Elisejevová (BUL)  | Helena Falková (SWE)         |
| 2014  | –60 kg | Kathleen Taylorová (IRL)  | Estelle Mossellyová (FRA)    | Denica Elisejevová (BUL)  | Sofija Očigavaová (RUS)      |
| 2016  | –60 kg | Darija Abramovová (RUS)   | Mira Potkonenová (FIN)       | Esra Yıldızová (TUR)      | Sandy Ryanová (ENG)          |
| 2018  | –60 kg | Mira Potkonenová (FIN)    | Anastasija Beljakovová (RUS) | Kelly Harringtonová (IRL) | Denica Elisejevová (BUL)     |
| 2019  | –60 kg | Mira Potkonenová (FIN)    | Maïva Hamadoucheová (FRA)    | Amy Broadhurstová (IRL)   | Sema Çalışkanová (TUR)       |
| 2022  | –60 kg | Kelly Harringtonová (IRL) | Lenka Bernardová (CZE)       | Donjeta Sadikuová (KOS)   | Ana Starovoitovová (LTU)     |

## Lehká velterová váha
| Datum | Kat.   | Zlato                        | Stříbro                    | Bronz                       | Bronz                       |
| ----- | ------ | ---------------------------- | -------------------------- | --------------------------- | --------------------------- |
| 2001  | –63 kg | Myriam Lamareová (FRA)       | Nikoletta Kavková (GRE)    | Julija Němcovová (RUS)      | Eva Wahlströmová (FIN)      |
| 2003  | –63 kg | Myriam Lamareová (FRA)       | Marija Karlovová (RUS)     | Terhi Lukkaová (FIN)        | Anastasija Savinovová (UKR) |
| 2004  | –63 kg | Vinni Skovgaardová (DEN)     | Cecilia Brækhusová (NOR)   | Anastasija Savinovová (UKR) | Marija Karlovová (RUS)      |
| 2005  | –63 kg | Cecilia Brækhusová (NOR)     | Julija Němcovová (RUS)     | Larisa Popová (ROU)         | Kıymet Karpuzoğluová (TUR)  |
| 2006  | –63 kg | Vinni Skovgaardová (DEN)     | Julija Němcovová (RUS)     | Kinga Siwá (POL)            | Saida Hasanovová (UKR)      |
| 2007  | –63 kg | Lucie Bertaudová (FRA)       | Klara Svenssonová (SWE)    | Gülnar Gölçeková (TUR)      | Yvonne Rasmussenová (DEN)   |
| 2009  | –64 kg | Gülsüm Tatarová (TUR)        | Farida el-Hadratiová (FRA) | Jana Zavjalovová (UKR)      | Vera Sluginová (RUS)        |
| 2011  | –64 kg | Gülsüm Tatarová (TUR)        | Armine Sinabjanová (ARM)   | Natasha Jonasová (ENG)      | Martina Schmoranzová (CZE)  |
| 2014  | –64 kg | Anastasija Beljakovová (RUS) | Natasha Jonasová (ENG)     | Simona Sitarová (ROU)       | Kinga Siwá (POL)            |
| 2016  | –64 kg | Alexandra Ordinová (RUS)     | Rose Ecclesová (WAL)       | Martina Schmoranzová (CZE)  | Kinga Siwá (POL)            |
| 2018  | –64 kg | Melis Jonuzovová (BUL)       | Sema Çalışkanová (TUR)     | Jektarina Dynniková (RUS)   | Marija Bovaová (UKR)        |
| 2019  | –64 kg | Francesca Amatová (ITA)      | Aneta Rygielská (POL)      | Ornella Chetějevová (RUS)   | Marija Bovaová (UKR)        |
| 2022  | –63 kg | Amy Broadhurstová (IRL)      | Teťana Kobová (UKR)        | Sara Beramová (CRO)         | Sona Arutjunjanová (ARM)    |

## Velterová váha
| Datum | Kat.   | Zlato                       | Stříbro                      | Bronz                       | Bronz                        |
| ----- | ------ | --------------------------- | ---------------------------- | --------------------------- | ---------------------------- |
| 2001  | –66 kg | Irina Siněcká (RUS)         | Esther Durandová (FRA)       | Ivett Pruzsinszká (HUN)     | Hanne Rahkolaová (FIN)       |
| 2003  | –66 kg | Irina Siněcká (RUS)         | Oleksandra Kozlanová (UKR)   | Kıymet Karpuzoğluová (TUR)  | Csilla Csejteiová (HUN)      |
| 2004  | –66 kg | Irina Siněcká (RUS)         | Anna Ingmanová (SWE)         | Mehtap Bakışová (TUR)       | Larisa Popová (ROU)          |
| 2005  | –66 kg | Irina Siněcká (RUS)         | Yvonne Rasmussenová (DEN)    | Yeliz Yeşilová (TUR)        | Oleksandra Kozlanová (UKR)   |
| 2006  | –66 kg | Aya Cissoková (FRA)         | Oleksandra Kozlanová (UKR)   | Karolina Koszelová (POL)    | Irina Potějevová (RUS)       |
| 2007  | –66 kg | Irina Potějevová (RUS)      | Oliwia Łuczaková (POL)       | Marichelle de Jongová (NED) | Csilla Csejteiová (HUN)      |
| 2009  | –69 kg | Lotte Lienová (NOR)         | Katarzyna Furmaniaková (POL) | Teťana Ivaščenková (UKR)    | Gihade Lagmiriová (FRA)      |
| 2011  | –69 kg | Marichelle de Jongová (NED) | Marija Badulinová (UKR)      | Lauren Priceová (WAL)       | Katarzyna Furmaniaková (POL) |
| 2014  | –69 kg | Jelena Vystropovová (AZE)   | Stacey Copelandová (ENG)     | Claire Graceová (IRL)       | Mihaela Cristianaová (ROU)   |
| 2016  | –69 kg | Jelena Vystropovová (AZE)   | Sema Çalışkanová (TUR)       | Sa'adat Abdulajevová (RUS)  | Teťana Petrovyčová (UKR)     |
| 2018  | –69 kg | Elina Gustafssonová (FIN)   | Jaroslava Jakušinová (RUS)   | Assunta Canforaová (ITA)    | Nadine Apetzová (GER)        |
| 2019  | –69 kg | Darima Sandakovová (RUS)    | Angela Cariniová (ITA)       | Busenaz Sürmeneliová (TUR)  | Rose Ecclesová (WAL)         |
| 2022  | –66 kg | Stefanie von Bergeová (GER) | Aneta Rygielská (POL)        | Jelena Janićijevićová (SRB) | Busenaz Sürmeneliová (TUR)   |

## Lehká střední váha
| Datum | Kat.   | Zlato                     | Stříbro                       | Bronz                       | Bronz                      |
| ----- | ------ | ------------------------- | ----------------------------- | --------------------------- | -------------------------- |
| 2001  | –69 kg | Olga Slavinská (RUS)      | Nurhayat Hiçyakmazerová (TUR) | Anita Duczaová (HUN)        | Emilie Cueninová (FRA)     |
| 2003  | –70 kg | Nurcan Çarkçıová (TUR)    | Karolina Łukasiková (POL)     | Ivett Pruzsinszká (HUN)     | Emilie Cueninová (FRA)     |
| 2004  | –70 kg | Olga Slavinská (RUS)      | Nurcan Çarkçıová (TUR)        | Rachel Richterová (GER)     | Karolina Łukasiková (POL)  |
| 2005  | –70 kg | Karolina Łukasiková (POL) | Siren Søråsová (NOR)          | Natalija Perchrestová (UKR) | Nurcan Çarkçıová (TUR)     |
| 2006  | –70 kg | Olga Slavinská (RUS)      | Natalija Ostroumovová (ISR)   | Klara Svenssonová (SWE)     | Martina Schmoranzová (CZE) |
| 2007  | –70 kg | Julija Němcovová (RUS)    | Luminița Turcinová (ROU)      | Ewa Gawendová (POL)         | Nurcan Çarkçıová (TUR)     |
| 2022  | –70 kg | Ani Ovsepjanová (ARM)     | Christina Desmondová (IRL)    | Tamara Radunovićová (MNE)   | Melissa Geminiová (ITA)    |

## Střední váha
| Datum | Kat.   | Zlato                      | Stříbro                  | Bronz                       | Bronz                           |
| ----- | ------ | -------------------------- | ------------------------ | --------------------------- | ------------------------------- |
| 2001  | –73 kg | Svetlana Andrejevová (RUS) | Anna Laurellová (SWE)    | Iryna Korabelnykovová (UKR) | Mehtap Bakışová (TUR)           |
| 2003  | –75 kg | Natalija Ragozinová (RUS)  | Anita Duczaová (HUN)     | Oana Strugaruová (ROU)      | Anna Laurellová (SWE)           |
| 2004  | –75 kg | Anna Laurellová (SWE)      | Anita Duczaová (HUN)     | Emine Özkanová (TUR)        | Mihaela Mărcuțová (ROU)         |
| 2005  | –75 kg | Anna Laurellová (SWE)      | Marija Javorská (RUS)    | Emine Özkanová (TUR)        | Anita Duczaová (HUN)            |
| 2006  | –75 kg | Marija Javorská (RUS)      | Olha Novikovová (UKR)    | Anita Duczaová (HUN)        | Mia Etelapeltová (FIN)          |
| 2007  | –75 kg | Anna Laurellová (SWE)      | Marija Javorská (RUS)    | Olha Novikovová (UKR)       | Alexandra De Huttenová (FRA)    |
| 2009  | –75 kg | Irina Siněcká (RUS)        | Lilija Durněvová (UKR)   | Ulrike Brücknerová (GER)    | Anita Duczaová (HUN)            |
| 2011  | –75 kg | Naděžda Torlopovová (RUS)  | Nouchka Fontijnová (NED) | Savannah Marshallová (ENG)  | Lilija Durněvová (UKR)          |
| 2014  | –75 kg | Nouchka Fontijnová (NED)   | Sarah Scheurichová (GER) | Lejla Džavadovová (AZE)     | Tímea Nagyová (HUN)             |
| 2016  | –75 kg | Natasha Galeová (ENG)      | Maily Nicarová (FRA)     | Lauren Priceová (WAL)       | Christine Desmondová (IRL)      |
| 2018  | –75 kg | Nouchka Fontijnová (NED)   | Marija Borucová (UKR)    | Sarah Scheurichová (GER)    | Lauren Priceová (WAL)           |
| 2019  | –75 kg | Aoife O'Rourkeová (IRL)    | Elżbieta Wójciková (POL) | Anastasija Šamonovová (RUS) | Love Holgerssonová (SWE)        |
| 2022  | –75 kg | Aoife O'Rourkeová (IRL)    | Elżbieta Wójciková (POL) | Love Holgerssonová (SWE)    | Anastasija Černokolenková (UKR) |

## Polotěžká váha
| Datum | Kat.   | Zlato                       | Stříbro                      | Bronz                           | Bronz                      |
| ----- | ------ | --------------------------- | ---------------------------- | ------------------------------- | -------------------------- |
| 2003  | –80 kg | Anžela Torská (UKR)         | Viktória Kovácsová (HUN)     | Mihaela Mărcuțová (ROU)         | Svetlana Andrejevová (RUS) |
| 2004  | –80 kg | Anžela Torská (UKR)         | Galina Ivanovová (RUS)       | Selma Yağcıová (TUR)            | Ewa Piwowarská (POL)       |
| 2005  | –80 kg | Galina Ivanovová (RUS)      | Ewa Piwowarská (POL)         | Selma Yağcıová (TUR)            | Gabriela Mitranová (ROU)   |
| 2006  | –80 kg | Beata Małeková (POL)        | Galina Ivanovová (RUS)       | Iryna Komarová (UKR)            | Selma Yağcıová (TUR)       |
| 2007  | –80 kg | Anna Gladkichová (RUS)      | Iryna Komarová (UKR)         | Selma Yağcıová (TUR)            | Cătălina Stângăová (ROU)   |
| 2009  | –81 kg | Luminița Turcinová (ROU)    | Selma Yağcıová (TUR)         | Mária Kovácsová (HUN)           | Desislava Lazarovová (BUL) |
| 2011  | –81 kg | Svetlana Kosovová (RUS)     | Sylwia Kusiaková (POL)       | Inna Ševčenková (UKR)           | Tímea Nagyová (HUN)        |
| 2014  | –81 kg | Lilija Durněvová (UKR)      | Florina Raduová (ROU)        | Anamarija Maršićová (CRO)       | Petra Szatmáriová (HUN)    |
| 2016  | –81 kg | Elif Güneriová (TUR)        | Petra Szatmáriová (HUN)      | Lejla Džavadovová (AZE)         | Viktorija Kebikovová (BLR) |
| 2018  | –81 kg | Marija Urakovová (RUS)      | Elif Güneriová (TUR)         | Anastasija Černokolenková (UKR) | Viktorija Kebikovová (BLR) |
| 2019  | –81 kg | Elif Güneriová (TUR)        | Viktorija Kebikovová (BLR)   | Anastasija Černokolenková (UKR) | Anna Ivanovová (RUS)       |
| 2022  | –81 kg | Gabrielė Stonkutisová (LTU) | Martyna Jancelewiczová (POL) | Raisa Piskunová (UKR)           | Tímea Nagyová (HUN)        |

## Těžká váha
| Datum | Kat.   | Zlato                          | Stříbro                  | Bronz                               | Bronz                     |
| ----- | ------ | ------------------------------ | ------------------------ | ----------------------------------- | ------------------------- |
| 2001  | +77 kg | Olga Domuladžanová (RUS)       | Stephanie Bofová (FRA)   | —                                   | —                         |
| 2003  | –86 kg | Mária Kovácsová (HUN)          | Julija Hostrajová (UKR)  | Marija Javorská (RUS)               | Adriana Hossuová (ROU)    |
| 2004  | –86 kg | Mária Kovácsová (HUN)          | Hanna Željuková (UKR)    | Ekaterini Papakonstantinosová (GRE) | Marija Javorská (RUS)     |
| 2005  | –86 kg | Adriana Hossuová (ROU)         | Mária Kovácsová (HUN)    | Hanna Željuková (UKR)               | Paulina Szmidtová (POL)   |
| 2006  | –86 kg | Mária Kovácsová (HUN)          | Şemsi Yaralıová (TUR)    | Adriana Hossuová (ROU)              | Albina Vaskejkinová (RUS) |
| 2007  | –86 kg | Jelena Surkovová (RUS)         | Mária Kovácsová (HUN)    | Adriana Hossuová (ROU)              | Dinara Žurgunovová (UKR)  |
| 2009  | +81 kg | Naděžda Torlopovová (RUS)      | Şemsi Yaralıová (TUR)    | Raluca Chișová (ROU)                | Inna Ševčenková (UKR)     |
| 2011  | +81 kg | Şemsi Yaralıová (TUR)          | Irina Siněcká (RUS)      | Danijela Vernićová (CRO)            | Katerina Šambirová (UKR)  |
| 2014  | +81 kg | Mária Kovácsová (HUN)          | Flavia Severinová (ITA)  | Luminița Turcinová (ROU)            | Emine Bozdumanová (TUR)   |
| 2016  | +81 kg | Zemfira Magomedalijevová (RUS) | Sylwia Kusiaková (POL)   | Ajnur Rzajevová (AZE)               | Şennur Demirová (TUR)     |
| 2018  | +81 kg | Flavia Severinová (ITA)        | Kristina Tkačovová (RUS) | Şennur Demirová (TUR)               | Lidia Fidurová (POL)      |
| 2019  | +81 kg | Zemfira Magomedalijevová (RUS) | Teťana Ševčenková (UKR)  | Flavia Severinová (ITA)             | Vendula Kučerová (CZE)    |
| 2022  | +81 kg | Marija Lovčynská (UKR)         | Ajnur Rzajevová (AZE)    | Şennur Demirová (TUR)               | Daria Kozorezová (MDA)    |